# کیم ویلفورت
کیم ویلفورت (انگلیسی: Kim Vilfort؛ زادهٔ ۱۵ نوامبر ۱۹۶۲) بازیکن فوتبال اهل دانمارک است.
از باشگاه‌هایی که در آن بازی کرده‌است می‌توان به باشگاه فوتبال لیل و باشگاه فوتبال بروندبی اشاره کرد.
وی همچنین در تیم‌های ملی فوتبال زیر ۲۱ سال دانمارک و دانمارک بازی کرده‌است.